# Pleiospilos
Pleiospilos is een geslacht uit de ijskruidfamilie (Aizoaceae). De soorten komen voor in de Kaapprovincie in Zuid-Afrika.

## Soorten
- Pleiospilos bolusii (Hook.f.) N.E.Br.
- Pleiospilos compactus (Aiton) Schwantes
- Pleiospilos nelii Schwantes
- Pleiospilos simulans (Marloth) N.E.Br.

## Hybriden
- Pleiospilos ×purpusiiSchwantes

... · 
Antimima · 
Argyroderma · 
Carpobrotus · 
Disphyma · 
Dorotheanthus · 
Gibbaeum · 
Lapidaria · 
Lithops · 
Mesembryanthemum · 
Sceletium · 
Tetragonia · 
...